# Argus As 8

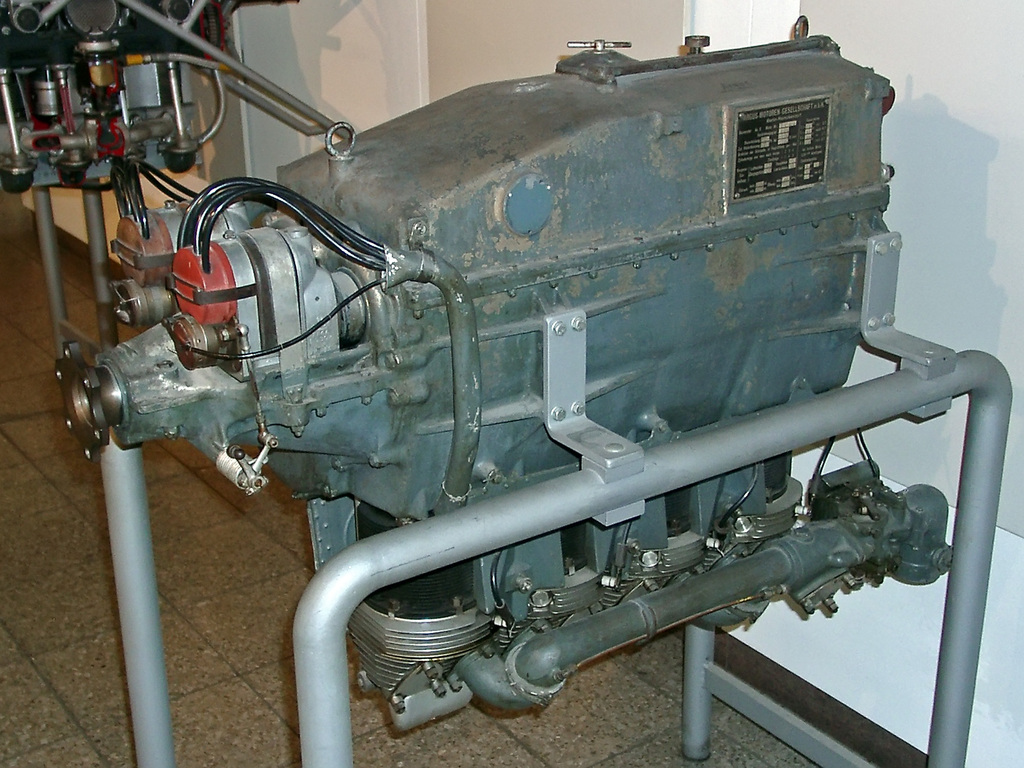
Argus As 8

Der Argus As 8 ist ein deutscher Flugmotor, der in großem Maß in den Schul- und Sportflugzeugen der 1930er Jahre zum Einsatz kam.

## Entwicklung
Die Konstruktion des As 8 wurde von Manfred Christian und Franz Dinslage ab 1928 durchgeführt und charakterisiert die Hinwendung zum luftgekühlten Reihenmotor mit hängenden Zylindern, die insbesondere von den Firmen Argus und Hirth in den Folgejahren umgesetzt wurde und, international als „deutsche Schule“ Bekanntheit erlangend, auch nachfolgend bei der Konstruktion von großen, wassergekühlten Motoren Anwendung fand. Die Vorteile dieser Bauform bei einem Einbau im Bug lagen in einer besseren Sicht des dahintersitzenden Flugzeugführers nach vorn sowie einer größeren Bodenfreiheit durch die höher angesetzte Luftschraube.
Die ersten Testläufe des neuen Modells wurden ab dem Frühjahr 1929 durchgeführt. Die Musterprüfung bestand aus einer 93-stündigen Standprüfung, die Läufe mit Überdrehzahl und in auf- und abgerichteter Schräglage bis 35° umfasste. Anschließend folgte eine 72-stündige Flugprüfung mit einer U 12. Im darauffolgenden Jahr nahmen mehrere mit dem As 8 ausgerüstete M23c-Sportflugzeuge am Europarundflug von 1930 teil, den Fritz Morzik mit einer davon für sich entscheiden konnte, was dem Motor und dessen besondere Bauform schlagartige Bekanntheit verlieh. In den nächsten Jahren fand der As 8 im deutschen Sport- und Reiseflugzeugbau breite Anwendung und Verbreitung. Nachfolgend wurden noch einige abgewandelte Ausführungen entwickelt, deren Drehzahl und damit Leistung durch Verbesserung von Kühlung, Ansauganlage und anderer Maßnahmen stetig erhöht wurde. Insgesamt wurden in etwa 800 Triebwerke gebaut. Nachfolger wurde der As 10 mit verdoppelter Zylinderzahl.

## Versionen

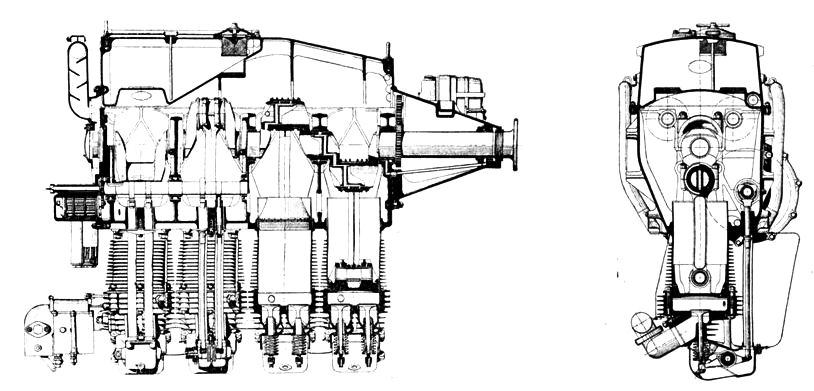
Zweiseitenansicht eines As 8

As 8Grundversion von 1929 mit 80 PS (59 kW)
As 8 Aleistungsgesteigerte Version mit folgenden Untergruppen: A-1 und A-2 von 1931 mit 110 PS (81 kW) bei 2100/min und A-3 und A-4 von 1932 mit 120 PS (88 kW) bei 2100/min
As 8 Bnochmals auf 135 PS (99 kW) bei 2200/min gesteigerte Ausführung von 1933 mit etwas höherer Masse (116 kg)
As 8 Rleistungsstärkste Variante des As 8 mit 150 PS (110 kW) bei 2300/min, die unter anderem beim Europarundflug von 1932 in den teilnehmenden He 64 verwendet wurde

## Aufbau
Der As 8 ist ein luftgekühlter Vierzylinder-Viertakt-Einreihenmotor mit hängend angeordneten Zylindern und Trockensumpf-Druckschmierung. Die Kurbelwelle läuft in sechs Gleitlagern im Gehäuse aus Elektronguss, dessen Deckel gleichzeitig als Ölbehälter dient. Zwischen den Zylindern sind Luftleitbleche angeordnet.

## Nutzung

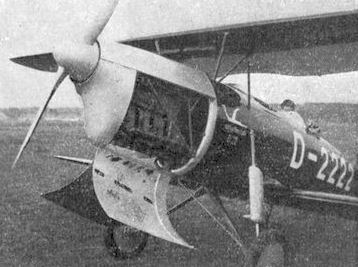
As 8 R in einer D 22

- Akaflieg Darmstadt D 22
- Albatros L 100
- Albatros Al 101
- Arado L II
- Blohm & Voss Ha 136
- Focke-Wulf Fw 44
- Heinkel He 64
- Heinkel He 72
- Klemm Kl 25
- Klemm Kl 26
- Klemm Kl 32
- Messerschmitt M23
- Messerschmitt M27
- Messerschmitt M29
- Messerschmitt M35
- Raab-Katzenstein RK 25
- Ruhrtaler Ru 3

## Technische Daten
| Kenngröße                             | Daten (As 8)               | Daten (As 8 A-1)            | Daten (As 8 B)              | Daten (As 8 R)               |
| ------------------------------------- | -------------------------- | --------------------------- | --------------------------- | ---------------------------- |
| Länge                                 | 1070 mm                    | 1070 mm                     | 1075 mm                     | 1070 mm                      |
| Breite                                | 421 mm                     | 421 mm                      | 470 mm                      | 421 mm                       |
| Höhe                                  | 890 mm                     | 890 mm                      | 731 mm                      | 890 mm                       |
| Bohrung                               | 120 mm                     | 120 mm                      | 120 mm                      | 120 mm                       |
| Hub                                   | 140 mm                     | 140 mm                      | 140 mm                      | 140 mm                       |
| Gesamthubraum                         | 6,33 l                     | 6,33 l                      | 6,33 l                      | 6,33 l                       |
| Verdichtung                           | 5,35                       | 5,35                        | 5,35                        | 5,35                         |
| Startleistung                         | 95 PS (70 kW) bei 1600/min | 110 PS (81 kW) bei 2100/min | 135 PS (99 kW) bei 2200/min | 150 PS (110 kW) bei 2300/min |
| Dauerleistung am Boden                | 80 PS (59 kW) bei 1400/min | 90 PS (66 kW) bei 1990/min  | 115 PS (85 kW) bei 2090/min | 100 PS (74 kW) bei 1975/min  |
| Trockenmasse                          | 113 kg                     | 113 kg                      | 128 kg                      | 113 kg                       |
| Leistungsgewicht                      | 1,2 kg/PS (1,6 kg/kW)      |                             |                             |                              |
| Hubraumleistung                       | 15,0 PS/l                  |                             |                             |                              |
| Kraftstoffverbrauch bei Dauerleistung | 225 g/PSh                  | 220 g/PSh                   | 225 g/PSh                   | 225 g/PSh                    |
| Oktanzahl                             | 80                         |                             |                             |                              |